# Bitter Sweet Love
Bitter Sweet Love è il quinto album in studio del cantautore inglese James Arthur, pubblicato nel 2024.

## Tracce
1. Bitter Sweet Love – 2:45
2. Free Falling – 2:53
3. Sleepwalking – 3:48
4. Blindside – 3:32
5. Just Us – 3:34
6. Comeback Kid – 3:53
7. From the Jump – 3:51
8. A Year Ago – 2:50
9. Ruthless – 3:12
10. New Generation – 2:46
11. My Favourite Pill – 3:23
12. Is It Alright? – 3:44
13. Homecoming – 2:52

Tracce Bonus Edizione iTunes
1. A Year Ago (acoustic version) – 3:02
2. Blindside (acoustic version) – 3:53
3. Just Us (strings version) – 3:34

CD 2 - Bitter Sweet Love (Deluxe) 
1. A Thousand Years – 4:14
2. From the Jump (with Kelly Clarkson) – 3:51
3. You're Still the One – 3:18
4. Sinners – 3:25
5. Brave – 3:55
6. Heartbeat – 3:52
7. Blindside (Orchestral Version live from Channel Aid) – 4:07
8. Bitter Sweet Love (Orchestral Version live from Channel Aid) – 3:22